# Wilhelmus van de Ven

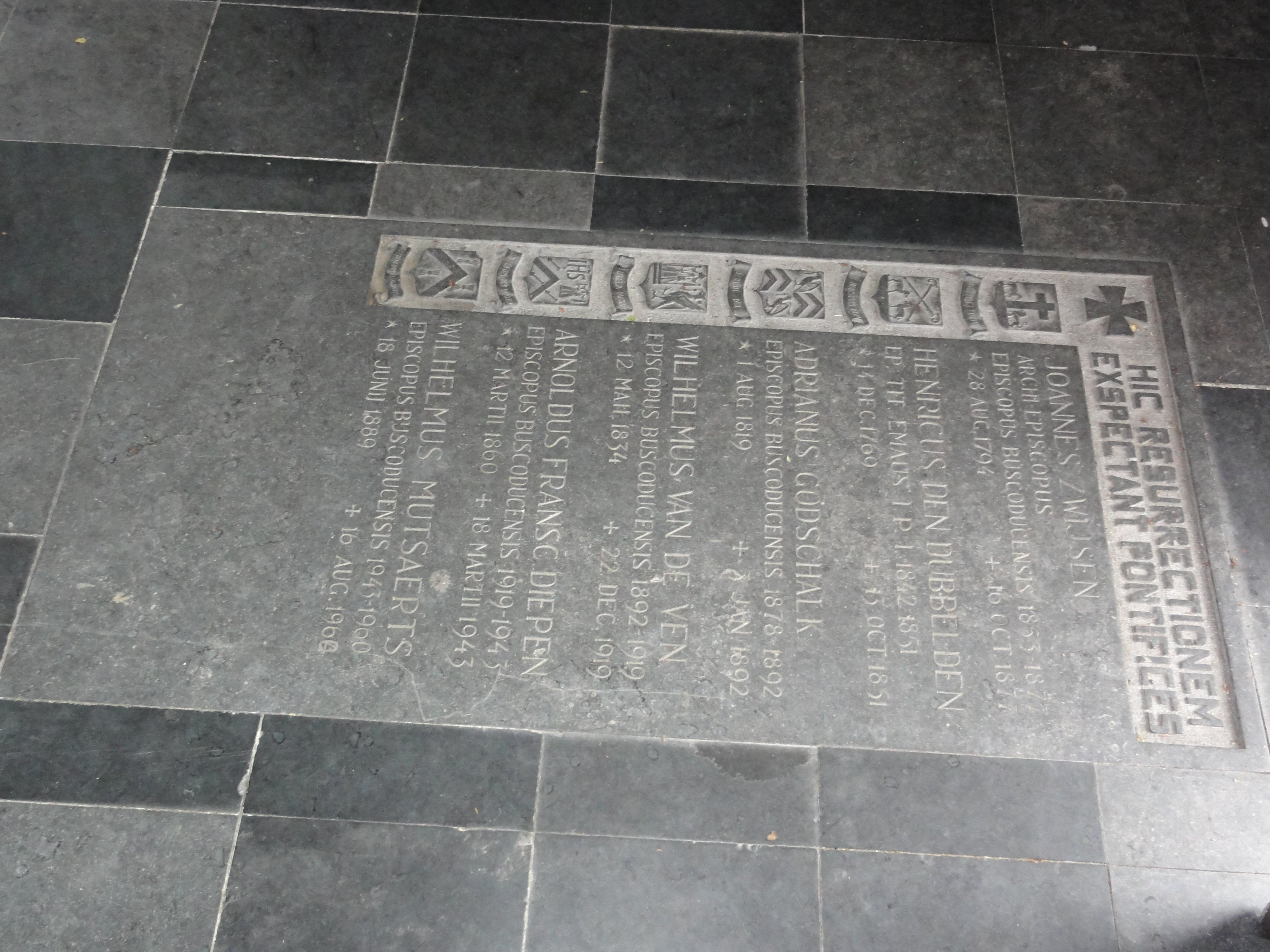
Gedenksteen met als vierde de naam van Van de Ven boven de crypte van de Bisschopskapel

Wilhelmus van de Ven (Schijndel, 12 mei 1834 – 's-Hertogenbosch, 22 december 1919) was een Nederlands geestelijke en een bisschop van de Rooms-Katholieke Kerk.
Wilhelmus van de Ven was de zoon van Hendrikus van de Ven en Johanna Maria van der Aa. Hij volgde zijn opleiding aan de diocesane seminaries. Zijn priesterwijding vond plaats op 2 juni 1860. Vervolgens was hij werkzaam in diverse pastorale functies, onder meer (1874-1892) als plebaan van de Sint-Janskathedraal ('s-Hertogenbosch). 
Op 27 mei 1892 werd Van de Ven benoemd tot bisschop van 's-Hertogenbosch, als opvolger van Adrianus Godschalk die op 3 januari 1892 was overleden. Zijn bisschopswijding vond plaats op 7 juli 1892. Zijn wapenspreuk luidde sub tutela Matris (onder de bescherming van de Moeder). Hij stond bekend als een sociale bisschop, die veel oog had voor de noden van de armsten in de samenleving. Waarschijnlijk was hij zeer geïnspireerd door de encycliek Rerum Novarum van paus Leo XIII, die hem ook benoemde tot ereprelaat van Zijne Heiligheid. 
Van de Ven werd na zijn overlijden in 1919 als bisschop opgevolgd door Arnold Diepen, die al op 11 februari 1915 tot coadjutor was benoemd. Hij werd bijgezet in de crypte van de Bisschopskapel op begraafplaats Orthen. 
- Nederlandse Thesaurus van Auteursnamen: 072051574
- Virtual International Authority File: 284982778
- WorldCat: E39PBJvt8VpCyvdYFDR7xrFMyd